# 5uppers
5uppers（ファイブアッパーズ）は、日本の音楽ユニット。吉本興業の5upよしもとの芸人から選ばれた6人で構成された。6人は、読売テレビの番組「ミリオンの扉」内でSEAMOにより選出された。

## メンバー
- 大林健二（モンスターエンジン）
- 岩橋良昌（プラスマイナス）
- 山内健司（かまいたち）
- 多田智佑（トット）
- あさやん（にほんしゅ）
- 松木智子（ブランチ）

## ディスコグラフィー
- それぞれのストーリー（2012年3月14日）

## その他
デビュー曲の「それぞれのストーリー」は2021年6月2日放送の『水曜日のダウンタウン』（TBSテレビ）の企画で調査された「芸人CD売り上げワーストランキング」で1位となった。番組内で発表された総売り上げ枚数は363枚。